# Карликовая звезда

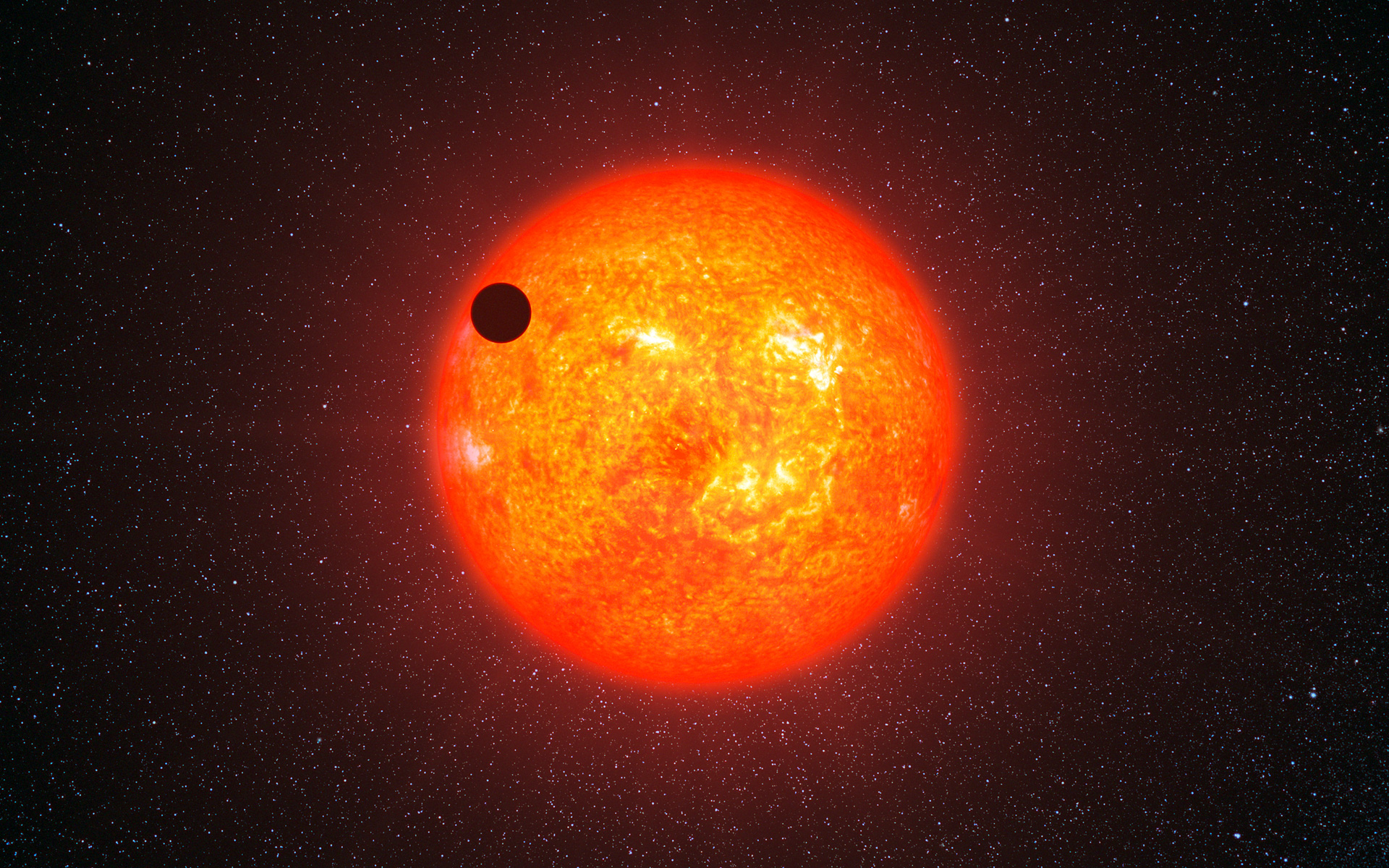
GJ 1214 — типичный красный карлик

Карликовая звезда, («карлик») — может быть следующих типов:
- Жёлтый карлик — тип небольших звёзд главной последовательности спектрального класса G, имеющих массу от 0,8 до 1,2 массы Солнца.
- Оранжевый карлик — тип небольших звёзд главной последовательности спектрального класса K, имеющих массу от 0,5 до 0,8 массы Солнца и более продолжительное время жизни.
- Красный карлик — маленькая и относительно холодная звезда главной последовательности, имеющая спектральный класс М. Они довольно сильно отличаются от других звёзд. Диаметр и масса красных карликов не превышает трети солнечной (нижний предел массы — 0,0767[1][2] солнечной, за этим идут коричневые карлики).
- Голубой карлик — гипотетический тип звёзд, эволюционирующий из красных карликов перед выгоранием всего водорода, а после предположительно эволюционирующий в белых карликов.
- Белый карлик — проэволюционировавшие звёзды с массой, не превышающей предел Чандрасекара, лишённые собственных источников термоядерной энергии. Имеют спектральный класс DA.
- Чёрный карлик — остывшие и вследствие этого не излучающие (или слабоизлучающие) в видимом диапазоне белые карлики. Представляет собой конечную стадию эволюции белых карликов в отсутствие аккреции. Массы чёрных карликов, подобно массам белых карликов, ограничиваются сверху пределом Чандрасекара.
- Коричневый карлик — субзвёздные объекты (с массами в диапазоне 12,57—80,35 масс Юпитера, что соответствует 0,012[3][4]—0,0767[1][2] массам Солнца), в недрах которых, в отличие от звёзд главной последовательности, не происходит реакции термоядерного синтеза c превращением водорода в гелий (цикл Бете).
- Субкори́чневые ка́рлики или кори́чневые субка́рлики — холодные образования, по массе лежащие ниже предела коричневых карликов. Их в большей мере принято считать планетами.